# Maurice (documentaire)
Pour les articles homonymes, voir Maurice.
Pour plus de détails, voir Fiche technique et Distribution.
Maurice est un film documentaire québécois réalisé par Serge Giguère, sorti au Québec le 7 mars 2025. 

## Résumé
Consacré au hockeyeur Maurice Richard des Canadiens de Montréal, ce documentaire a connu sa première au Rendez-Vous Québec Cinéma le 27 février 2025, film de clôture du festival, avant de prendre l'affiche le 7 mars 2025.
Pendant 40 ans, depuis 1980, Serge Giguère et Robert Tremblay ont suivi Maurice Richard. Alors que Robert Tremblay décède en 2018, Serge Giguère, directeur photo à l'époque, a repris le flambeau pour signer ce documentaire,.
Le documentaire présente du contenu inédit sur Maurice Richard, notamment après sa carrière au hockey. À la pêche ou à enseigner le hockey aux jeunes, nous découvrons Maurice sur plusieurs facettes ainsi que l'impact qu'il a apporté à la culture québécoise.

## Fiche technique
- Titre original : Maurice
- Réalisation : Serge Giguère
- Scénario : Serge Giguère et Francine Tougas
- Musique : Bertrand Chénier
- Photographie : Serge Giguère, Katerine Giguère
- Son : Sylvain Bellemare
- Narration : Serge Giguère
- Montage : Benjamin Duffield
- Production : Sylvie Van Brabant, Sylvie Krasker et Amélie Lambert Bouchard
- Société de production : Les Productions du Rapide-Blanc
- Société de distribution : h264
- Pays d'origine :  Canada (Québec)
- Langue : Français
- Format : Noir et blanc — couleur — 1,89:1
- Genre : film documentaire, film sur le sport
- Durée : 90 minutes (1 h 30)
- Dates de sortie : 
  -  Canada : 7 mars 2025[6]
- Avec la participation de : 
  - Jean-Claude Germain
  - Benoît Melançon
  - Marie-Philip Poulin